# Jan Šrámek (architekt)
Jan Šrámek (14. března 1924 Praha – 10. listopadu 1978 Praha) byl český architekt, navrhující budovy v duchu neofunkcionalismu, brutalismu a nakonec postmodernismu. Spolupracoval především na stavbách československých ambasád.
Je spoluautorem odbavovací haly letiště v Ruzyni, budovy ČKD na Můstku, či odbavovací haly Hlavního nádraží v Praze. Stal se členem týmu Karla Filsaka, který pro ministerstvo zahraničí navrhoval budovy ambasád. Později, od roku 1966, spolupracoval s ministerstvem již jako vedoucí vlastního ateliéru Beta v Projektovém ústavu hlavního města Prahy. Podílel se na stavbách československých velvyslanectví v Pekingu, Brasílii, v Londýně, v Sofii, v Nairobi, Stockholmu a také vytvořil interiéry československé stálé mise v Ženevě.
Na svých posledních stavbách v postmoderním duchu spolupracoval se svou manželkou, Alenou Šrámkovou.

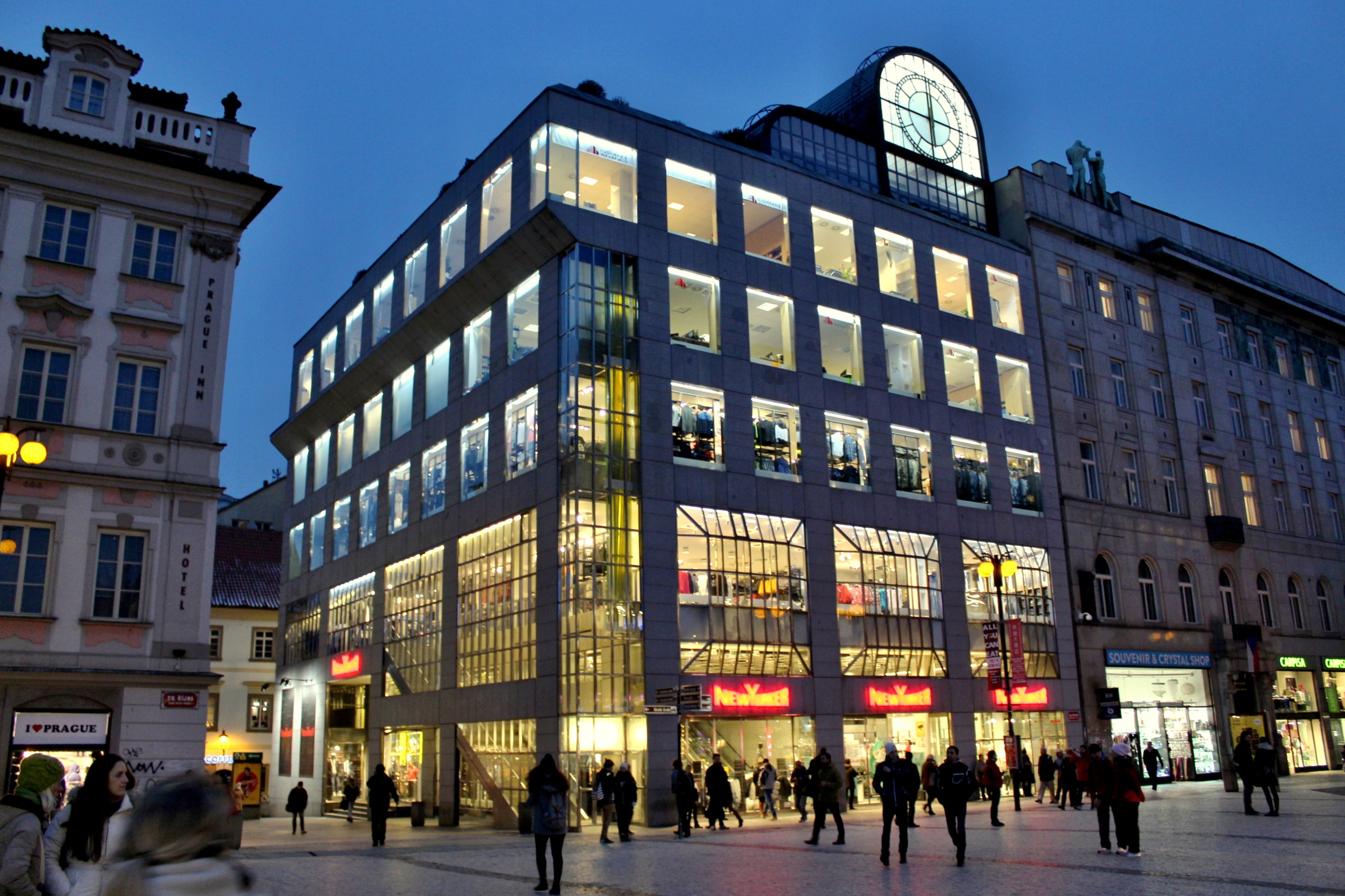
Budova ČKD na Můstku
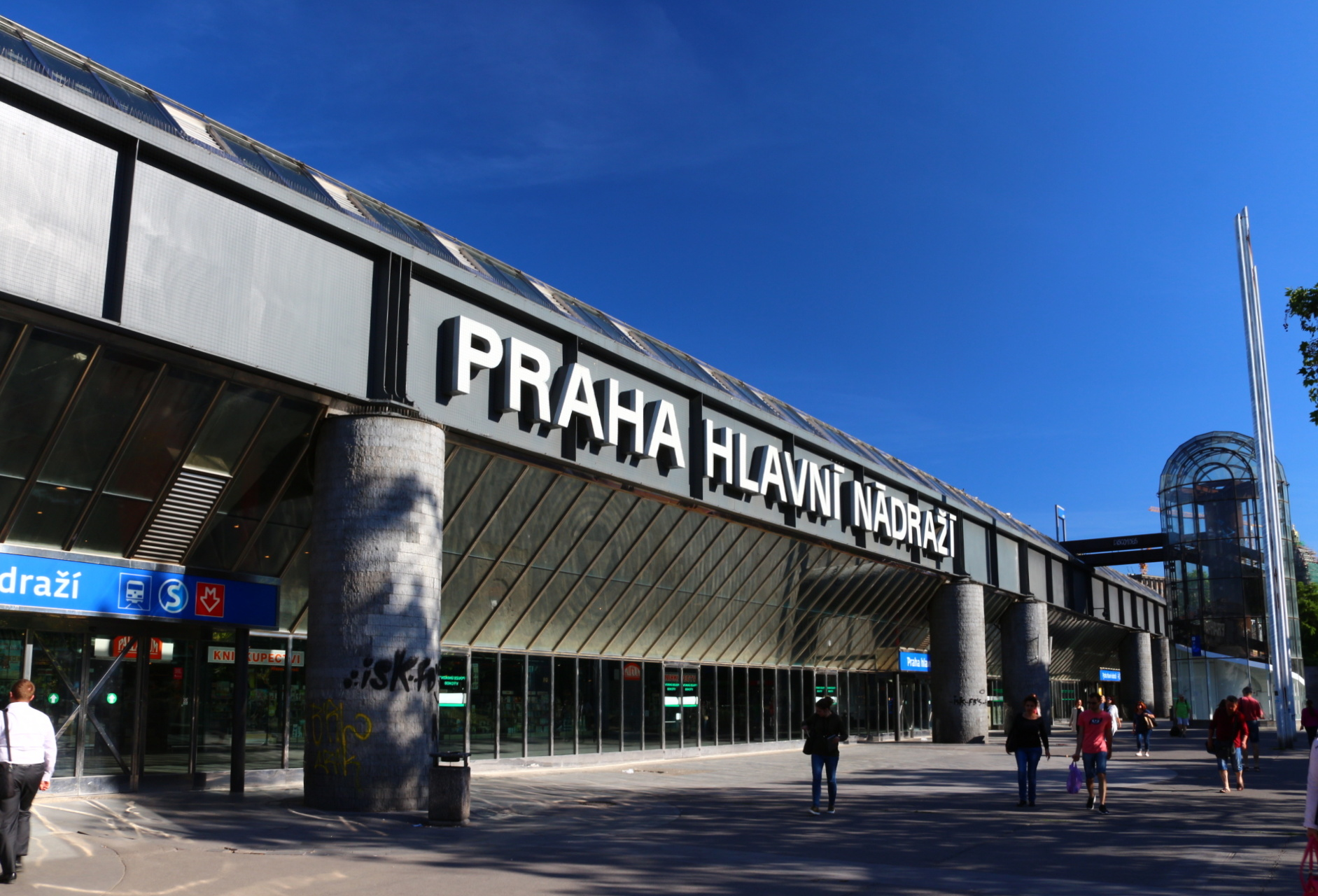
Praha hlavní nádraží